# Eulachnus americanus
Eulachnus americanus är en insektsart som beskrevs av Takahashi, R. 1932. Eulachnus americanus ingår i släktet Eulachnus och familjen långrörsbladlöss. Inga underarter finns listade i Catalogue of Life.